# Discorso di Abraham Lincoln a Peoria

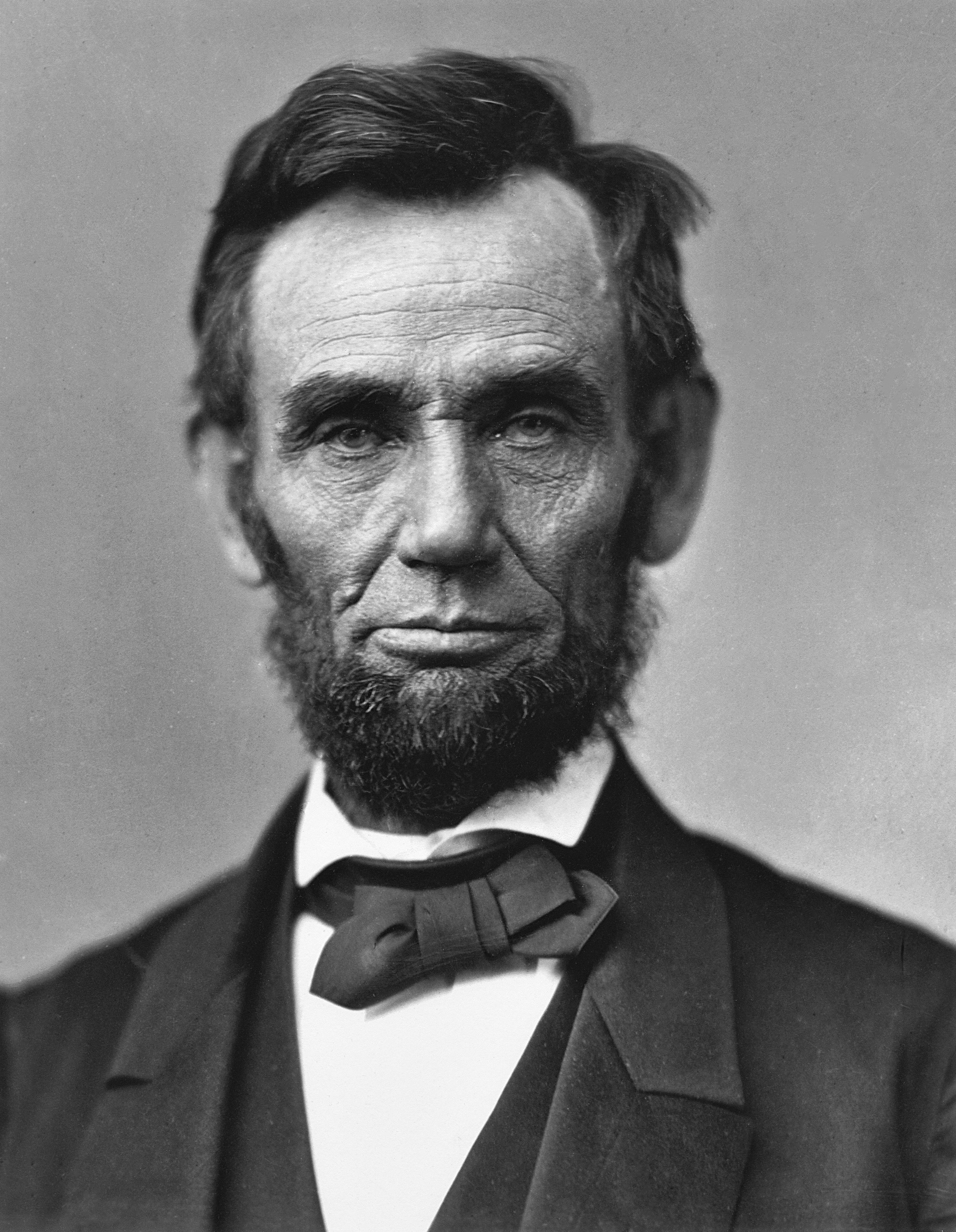
Abraham Lincoln

Il discorso di Abraham Lincoln a Peoria, Illinois, fu pronunciato il 16 ottobre 1854, cinque anni prima della sua elezione a Presidente degli Stati Uniti, quando era ancora in carica il democratico Franklin Pierce. 
Lincoln aveva appena aderito al neonato Partito Repubblicano, costituito il 20 marzo 1854 per contrastare la temuta espansione nell'Ovest del sistema schiavistico degli Stati meridionali, posizionandosi alla sinistra del Partito Democratico nelle questioni economiche e sociali.
Nel 1854 era in discussione al Congresso il disegno di legge detto Kansas-Nebraska, sostenuto da Stephen A. Douglas, senatore del Partito Democratico per l'Illinois. Questo prevedeva che, nei nuovi territori all'ovest, ogni questione, schiavitù compresa, dovesse essere regolata dal singolo Stato e non dal governo federale, tramite la "sovranità popolare", cioè tramite referendum tra i cittadini del singolo Stato.
A Peoria, in Illinois, Abraham Lincoln tenne un discorso di tre ore passato alla storia. Nel suo intervento affermò la necessità di porre un freno alla diffusione della schiavitù non solo perché inumana, ma anche perché “i nuovi Stati liberi sono i luoghi dove possono andare i poveri per migliorare la loro condizione”. Oltre a sostenere l'abolizione della schiavitù, Lincoln dichiarò la sua opposizione al progetto di legge Kansas-Nebraska Act.
Parlando con il suo riconoscibile accento del Kentucky e con una vocalità molto potente Lincoln dichiarò che il Kansas-Nebraska Act possedeva solo superficialmente un'imparzialità (così come affermato dal suo autore), ma che in realtà "contiene un vero e proprio zelo nascosto a favore della diffusione della schiavitù".
I forti attacchi al suo antischiavismo segneranno il suo ritorno alla vita politica quasi a tempo pieno. A livello nazionale, riflettendo sulla fine del Partito Whig, a cui apparteneva precedentemente, nel 1855 scrisse: "penso di essere un Whig, ma altri dicono che non ci sono più Whig e che io sono solo un abolizionista... Non faccio altro che oppormi all'estensione della schiavitù".